# IRF4
Ne pas confondre avec IrF4, fluorure d'iridium(IV).
IRF4 ou facteur 4 régulateur de l'interferon, est une protéine humaine codée par le gène du même nom et qui appartient au groupe de protéines connues sous le nom des facteurs de régulation de l'interferon. 

## Description
Le nom est un acronyme formé par les initiales de sa dénomination en anglais (Interferon Regulatory Factor 4). Le gène qui code cette protéine se situe sur le chromosome 6 humain (6p25-p23),. Dans les mélanocytes, le gène IRF4 pourrait être régulé par MITF. IRF4 est un facteur de transcription impliqué dans les leucémies. Des variantes déterminées pour ce gène sont associées à certains traits liés avec la pigmentation de la peau et des poils: sensibilité de la peau lors de l'exposition solaire, vieillissement prématuré de la peau, taches de rousseur, yeux bleus et couleur de cheveux châtain. Une variante a été impliquée dans l'apparition de cheveux gris.
Cette protéine intéragit avec SPI1,.